# Towarzystwo Gimnastyczne „Sokół” w Chorzowie
Towarzystwo Gimnastyczne „Sokół” w Chorzowie – czwarte na Górnym Śląsku gniazdo Polskiego Towarzystwa Gimnastycznego „Sokół” utworzone 21 listopada 1901 roku w Chorzowie.

## Geneza
Pierwsze organizacje sokolskie tworzyły się na Śląsku już w XIX wieku. Idea tworzenia towarzystw gimnastycznych rozpowszechniła się wśród Polaków przychodząc z Czech. Pierwsze polskie gniazdo ruchu sokolskiego zostało założone 7 lutego 1867 we Lwowie.
Pierwsze śląskie gniazdo Polskiego Towarzystwa Gimnastycznego „Sokół” utworzone zostało w 1891 roku w Cieszynie. Towarzystwo Gimnastyczne „Sokół” w Cieszynie było trzecim z kolei założonym w południowo-zachodniej części Polski; 6. lat po TG Sokół w Krakowie oraz 4. po Sokole wadowickim. Pierwsze gniazdo „Sokoła” utworzone przez Polaków mieszkających na Dolnym Śląsku powstało 21 lipca 1894 roku we Wrocławiu. Prezesem zarządu organizacji był Marian Hubiński.
Towarzystwo chorzowskie należało do pierwszych 4 gniazd Sokoła, które powstały na Górnym i Dolnym Śląsku. Razem z gniazdami w Bytomiu, Katowicach, Rozdzieniu-Szopienicach oraz Wrocławiu tworzyły VI okręg śląski Polskiego Towarzystwa Gimnastycznego „Sokół” w Poznaniu, który był wówczas nadrzędną organizacją na cały okręg Prus.

## Historia
Sokół w Chorzowie założony został z inicjatywy druha Tucholskiego członka Sokoła bytomskiego oraz malarza i społecznika Tytusa Jaszkowskiego. Zebranie organizacyjne odbyło się 25 listopada 1901 roku w sali Heidelmeiera przy ulicy Katowickiej, na które stawiło się 25 osób w tym 6 gości.
Członkami założycielami gniazda zostało 17 osób:
1. Tytus Jaszkowski
2. Kasper Urbański
3. Jan Wieczorek
4. Karol Janocha
5. Ferdynand Tomala
6. Ryszard Mocka
7. Wincenty Rybczyński
8. Robert Skrobarczyk
9. Filip Mzyk
10. Wojciech Smarzewski
11. Jan Wypich
12. Józef Rasek
13. Henryk Michalski
14. Stanisław Urbański
15. Wincenty Kaźmierczak
16. Ryszard Bieńczyk
17. Roman Talarczyk[5]

Pierwszym prezesem był Tytus Jaszkowski, a naczelnikiem Jan Wieczorek. Od 1904 roku towarzystwo nieoficjalnie przyjmowało na członków także kobiety. Pod koniec 1920 roku liczyło 97 mężczyzn, 34 kobiety oraz 48 młodzieży. W tym czasie funkcję prezesa pełnił Teofil Badura, a naczelnika Józef Maruszczyk.
W listopadzie 1926 roku gniazdo liczyło 115 członków w tym 85 mężczyzn oraz 30 kobiet. W sekcjach sportowych ćwiczyło 50 osób: 30 mężczyzn oraz 20 kobiet. Większość stanowiła młodzież: 50 chłopców i 40 dziewcząt. Grono techniczne liczyło 9 członków.
Członkowie chorzowskiego Sokoła tworzyli w mieście nowe koła. 9 marca 1919 powstał nowy oddział (w 1935 nazywany Chorzów III). Założony został przez kilku członków organizacji macierzystej i wkrótce rozrósł się do 150 członków. Prezesem został Wilhelm Foryta, a naczelnikiem był Józef Smoleń. Koło to pod koniec 1920 roku liczyło 67 mężczyzn, 180 kobiet oraz 20 młodzieży. Funkcję prezesa objął Emil Walesa, a naczelnikiem został Jan Drzyzga. Koło otrzymało własny sztandar w 1923, a własną siedzibę otworzyło w 1930. W 1935 roku liczyło 156 członków oraz ok. 100 młodzieży. Prezesem był Jan Olszówka, skarbnikiem Szczepan Buchta, a naczelnikiem Antoni Janczewski.
Pod koniec W 1928 roku powstał kolejny oddział organizacji Królewska Huta II, który funkcjonował do roku 1931.
W 1935 roku organizacja zbudowała w mieście własną siedzibę tzw. Sokolnię oraz boisko. Liczyła wówczas 273 członków oraz ponad 200 młodzieży. Od 1926 roku prezesem organizacji był prezydent miasta Wincenty Spaltenstein, sekretarzem Józef Belok, wiceprezesem Walenty Wieczorek, sekretarzem Hubert Sopa, skarbnikiem Franciszek Tuszyński. Sekcje żeńskie organizacji podlegały naczelniczce Janinie Kaniewicz.
Rozwój organizacji przerwał w 1939 wybuch II wojny światowej. W okresie powojennym nie została ona reaktywowana, ponieważ członkowie oraz sama idea towarzystwa byli prześladowani przez władze komunistyczne Polskiej Rzeczypospolitej Ludowej. Organizacja miała zakaz działalności w PRL-u, a wszystkie informacje dotyczące jej historii podlegały peerelowskiej cenzurze prewencyjnej .